# ケーブル (コミック)
ケーブル（Cable）は、マーベル・コミックの漫画に登場する架空の人物である。初登場はNew Mutants#87（1990年3月）、作者はルイス・サイモンソン（原作）とロブ・ライフィルド（作画・原作）である。

## 出版の歴史

### 製作
キャラクターの初登場はNew Mutants#86（1990年2月）のカメオ出演で、翌号のNew Mutants#87（1990年3月）でそれに続いてフル出演を果たした。
作画のロブ・ライフィルドはケーブルの人格、ビジュアル・デザイン、名前など多く設定を担当しているが、その際、編集のボブ・ハラスからいくらかのインスピレーションを得たと述べている。ライフィルドはキャラクタの製作について次のように説明している。
| 「 | ニューミュータンツの新しいリーダーを創造するために指示を私に与えられました。名前が無く、そして「行動家」でありエグゼビアの正反対だということ以外の説明はありませんでした。私は外観、名前、キャラクターの経歴の多くを作成しました。私が彼をケーブルと命名した後、ボブは、クインとルイーズにはコマンダーXがいたと示唆しました。 | 」 |

### ニューミュータンツ、X-フォース
ケーブルは最初に、ストライフのミュータント解放戦線（以下MLF）、合衆国政府、およびフリーダム・フォースと衝突した。ニューミュータンツは戦いに介入し、MLFと戦うケーブルは彼らの助けを求めた。ケーブルはストライフとの戦いでニューミュータンツに軍人の素養を見出し、彼らの新しい教師とリーダーになってすぐに武装をさせた。ケーブルとウルヴァリンには古い因縁があったらしく、すぐに衝突した。ケーブルとニューミュータンツはウルヴァリンとサンファイアと団結し、共にMLFに対抗した 。また、ケーブルはジェノーシャのミュータントをニューミュータンツに誘った。ニューミュータンツが解散した後は、多くのミュータントを率いて新シリーズのX-フォースに登場する。このシリーズではケーブルの過去が描かれており、彼が未来の出身であること、アポカリプスの台頭を防ぐだけでなく、ストライフの計画を止める目的まで含み、過去にやってきたことが明らかとなった。ケーブルは彼の船グリマルキンとともに現代と未来の間を移動した。グリマルキンにはプロフェッサーと呼ばれるコンピュータープログラムが搭載されており、プログラムには未来の見解がX-ファクターの船に組み入れられていた。
1992年の10、11月には『ケーブル：ブラッド・アンド・メタル』という2号のミニシリーズが出版された。脚本をフェビアン・ニシーザ、作画をジョン・ロミータ・Jr、ペン入れとカラーリングをダン・グリーンが担当した。このシリーズではケーブルとストライフの戦いと、ケーブルを取り巻く人々などが掘り下げられた。

### ケーブル (vol.1)
『ブラッド・アンド・メタル』のすぐ後に、オンゴーイングの個人誌『ケーブル』が始まった。1991年7月の『X-Factor』68号(vol.1)で、ケーブルとはX-メンのサイクロプスとマデリーン・プライアーの息子であるネイサン・クリストファー・サマーズであり、1986年1月の『アンキャニィX-Men』201号で登場していたことが、1993年12月の『ケーブル』6号(vol.1)で原作者のクリス・クレアモントの脚本によって明らかになった。『ケーブル』は1993年5月からソルジャーXに含んで紙面変更して2003年8月まで出版された。初めは、製作チームを安定しなかったが、ジェフ・ローブとイアン・チャーチルが20号で仕事を始めて、35号が終わるまでに、原作・原画チームは3冊を連続で完成させるつもりだった。ローブとチャーチルは、20号から39号の20冊のうち15冊を一緒に取り組んで、最初の安定期をもたらした。連載の間、彼らはケーブルの過去、ネイサン・グレイの元へに向かった彼の気持ち、ドミノとBlaquesmithとの彼の関係、およびカーン、シュガーマン、およびミクロヴァースとの更なる冒険でキャラクターを調査した。
1994年のミニシリーズ、The Adventures of Cyclops and Phoenixでケーブルの少年期が詳細に描かれた。未来世界の母アスカニ（時間移動したレイチェル・サマーズ）はスコットとジーンの心を呼び寄せ、彼らにケーブルを育てる機会を与えた。彼らは「スリム」と「レッド」を名乗り、ケーブルと一緒に過ごした12年間の中で、アポカリプスがストライフにエッセンスを移すのを防ぎ、彼の恐怖政治を終わらせた。

### ケーブル・アンド・デッドプール、 ケーブル (vol. 2)
『ケーブル』(vol.1)が終わった後、『ケーブル・アンド・デッドプール』で報酬目当てのデッドプールと対決した。シリーズは世界を改善するためのケーブルの奮闘を主に扱っていた。メシア・コンプレックスに備えて、ガンビットとサンファイアがプロビデンスを起爆したとき、ケーブルは死んだふりをしたため、シリーズの次の約6冊ではほとんどデッドプールに焦点を合わせることになった。このシリーズを50号でキャンセルされ、すぐにケーブルの単独主演のコミックに取り替えられた。
ほぼ同じくらいの期間、ケーブルはローグ、アイスマン、キャノンボール、セイバートゥース、ミスティーク、レディ・マスターマインド、およびオメガ・センティネルから成るX-メンのチームのメンバーになり、そして、彼が任務の1つの間殺されるように見えた。
それは、ケーブルが生存し、X-メン、マラウダー、およびプリファーがメシア・コンプレックスのストーリーの間に探しているミュータントの女の子を連れていたことを明らかにした。2008年に、マーベル・コミックスは、Duane Swierczynskiと画家のアリエル・オリベッティによる新しい現行シリーズのケーブル(vol.2)をリリースした。シリーズはケーブル、および救世主的な子供の時間旅行に冒険に続く。未来の危機とビショップによる追跡は「Cable the soldier」の人間が「Cable the Nanny」となることでバランスをとっていた。
それはケーブルが、ミュータントの救世主と共に、将来、ケーブルが結婚した、ニューリバティの人里離れた安全な避難所で難を逃れ、ホープが子供をかばって死ぬことを明らかにした。ケーブルは、彼女の死んだ継母の名誉で、彼女をホープと命名すると決める。
2009年のケーブル(vol.2)は、「X-Men: Messiah Complex」で始まった、3部のストーリーのうちの2番目の話であるX-フォースの「X-Force/Cable: Messiah War」とのクロスオーバーを7冊出すだろう。

### アベンジャーズ X-サンクション
セカンドカミングで死んだと思われていたケーブルだが、瀕死で全身をテクノウイルスで侵されながら未来に飛ばされていた。その未来はアベンジャーズにホープを殺された後の荒れ果てた世界だった。ウイルスが全身に及ぶまでの24時間の余命の中で再び現代に戻り、過去を変えるためアベンジャーズと戦う。単身ながら未来の武具とテレキネシス・テレパシーを駆使し奮闘するが、ついに全身にウイルスが回り力尽きてしまう。その身体にホープが触れた瞬間、宿主の制御を失ったテクノウイルスが彼女を襲うが一瞬フェニックスフォースが燃え上がり、ウイルスを焼き尽くして長年彼を苦しめていたテクノウイルスがついに完治したのだった。

### ケーブル＆X-フォース
アヴェンジャーズ VS X-MENの後、体力が回復したケーブルはテクノウイルスの制御が不要になった為に再び能力が上昇し、近未来の予知能力を得た。近未来の惨事を未然に防ぐための犯罪まがいの戦いが続く中、サイキック能力の肥大化と共に脳が肥大化、激しい頭痛に襲われついに能力を制御不能に陥る。かつてはデッドプールに脳の一部をテレポートして貰って能力を抑えたが、今回はホープがシミターを直接脳に刺し、避雷針とする事で能力を放出し救ったのだった。しかし代償として予知能力以外の全ての能力を失ってしまった。

### X-フォース
新シリーズのX-フォースではヴォルガに新たなテクノウイルスを注入されてしまうが、ケーブルが死ぬと新たなクローンボディに記憶を移し起動する事で事件を解決するまで生きながらえるのだった。しかしホープや仲間に倫理面で嫌悪され、チームを追われてしまう。

### デッドプール＆ケーブル　スプリットセカンド
デッドプールがある科学者を殺してしまう予知を見たケーブルはデッドプールの元へ向かう。デッドプールが殺そうとしていた科学者はタイムトラベル装置の開発者であった。そこに謎のヴィラン・スプリットセカンドが襲い掛かる。タイムスライドを繰り返し過去を変えようとするスプリットセカンドは、実は未来から来た科学者の息子であった。ケーブル・デッドプール共にタイムストリームに巻き込まれてしまうが、タイムトラベルを駆使して過去を改変し元の世界軸に戻った。その際、さまざまな世界線の自分と融合したケーブルはテクノアームとサイコキネシス・テレパシー能力を取り戻したのであった。タイムストリームの中、近未来でよくない事が起こると知った彼はテクノアームのタイムスライドによって2087年に向かう。

### アンキャニイ・アベンジャーズ
2087年から戻ったケーブルはデッドプールのいるアベンジャーズに加入する。強力なテレパシー・テレキネシスのほか、サイ・ヴィジョンを使った際には右目も光るようになった。また、未来で新たな女性型サポートプログラムをテクノアームにダウンロードしている。

## 能力
ケーブルは強大なテレパシーとサイコキネシスの能力を持って生まれたが、彼がこれらの力を利用できる範囲は彼の登場中にかなり変わった。元々、両方ともテクノ・ウィルスの感染を抑制する必要性があるため制限された。感染の鎮静の後で、それらは徐々に遺伝子上の同一人物であるネート・グレイのものと同様の地点まで増加した。それらの高さで、彼は同時に、プロビデンスの水上都市を空中に浮揚させ、シルバーサーファーと戦う能力を示した。その話に続き、彼のパワーは焼き尽くされ、そして彼は両方を技術的な代用品に取り替えた。その後、彼は、テレパシーとサイコキネシスの両方が全く落ちていないと述べた。
彼のテクノ・オーガニック・ボディの一部は強さと耐久性を高め、そして、彼のテクノ・オーガニック・アイは人間より高い視力を彼に与え、赤外線スペクトルで見ることができるようにした。また、彼はテクノ・オーガニック・ボディの一部を機械に接続でき、コンピュータにハッキングして、電子ロックを開けたり、時間を旅行するのにそれらを使用する。
最近、uncanny avengers #19誌上で、レッドスカルによりケーブルがオメガレベル・ミュータントである事が明かされた。

## 他の世界でのケーブル
ケーブルは正史のマーベル・ユニバースの他に、並行世界にも登場する。

### アースX
アースXの時間軸では、テクノ・オーガニック・ウイルスがケーブルの身体に侵食し、有機金属の一滴になった。

### アルティメットケーブル
アルティメット・X-メンでは、ケーブルは、アポカリプスが世界を支配するのを防ぐために過去に戻るウルヴァリンの未来のバージョンである。アルティメットウルヴァリンを参照。

### What If?
What If…の2部分のストーリーで、「ケーブルがX-メン滅ぼしたなら、どうなるか?」が語られる。 この話では、ケーブルは方向性や信念の違いでプロフェッサーXやX-メンと衝突する。ケーブルは自分に忠実なミュータントの派閥を率いて革命を起こす前に、プロフェッサーX、サイクロップス、ジーン・グレイを暗殺する。ケーブルはウルヴァリンに倒されるが、彼の起こした行動はミュータントのさらなる弾圧につながった。マグニートーは、混乱に乗じてアメリカの支配を試みるが、センチネルに妨害される。センチネルは人類を奴隷にするのがミュータントを根絶する最も良い方法であると決めつける。ウルヴァリンはセンチネルに対抗するため、生き残ったミュータントを集めて新たなX-メンを結成した。

### Geshem
グラフィック・ノベルの「Wolverine: TerraのRahne」で描かれた幻想世界で、ケーブルに当たる人物は、ウォーロック・スタッフとクロスボウを運んだ、マジェーと呼ばれる魔法使いである。

## 出版
メインシリーズ（古い順）
- アンキャニィ X-メン (vol. 1) #201 (1986, as Nathan Summers)
- ニューミュータンツ (vol. 1) #86-100, Annual #6-7 (1990-1991)
- アンキャニィ X-メン Annual #14 (1991)
- X-フォース (vol. 1) #1-70 (1991-1997)
- Cable: Blood and Metal #1-2 (1992)
- Cable #1-107 (1993-2002)
  - X-Force & Cable Annual(s) '95, '96, '97
  - Cable Minus 1 (1997)
  - Cable & Machine Man Annual 1998
  - Cable Annual 1999
- The Adventures of Cyclops and Phoenix #1-4 (1994, as Nathan Dayspring)
- Askani'son 1-4 (1996)
- X-Men: Books of Askani #1 (1996)
- アンキャニィ X-メン #381-391 (2000-2001)
- Soldier X #1-12 (2002-2003)
- ウェポンX #6-13 (2003)
- ケーブル&デッドプール #1-42 (2003-2007)
- X-フォース (vol. 2) #1-6 (2004)
- X-メン (Vol. 2) #188-200, 205-206 (2007-2008)
- Cable (vol. 2) Ongoing series (2008)

増刷 & 特別版
- Cable Second Genesis #1
- Ghost Rider and Cable: Servants if the Dead #1 (Reprints Marvel Comics Presents 90-97)
- Prophet/Cable #1-2
- Wolverine/Cable Guts and Glory #1
- X-Men: Cyclops and Phoenix Novel. (Novelization of Adventures of Cyclops & Phoenix #1-4)

アルティメット・マーベル
- アルティメット X-メン #75-80

### 単行本
多くのペーパーバックに話を集めてある
- Cable Classic:
  - Volume 1 (collects New Mutants #87, Cable: Blood and Metal and Cable (1993) #1-4, 248 pages, Marvel Comics, March 2008, ISBN 0-7851-3123-X)
  - Volume 2 (collects Cable (1993) #5-14, 240 pages, Marvel Comics, August 2009, ISBN 0-7851-3744-0)

- Cable (1993):
  - Shining Path (collects Cable #97-100, May 2002, ISBN 0-7851-0909-9)
  - The End (collects Cable #101-107, November 2002, ISBN 0-7851-0963-3)

- X-Force and Cable: Legend Returns (collects X-Force #1-6, 144 pages, April 2005, ISBN 0-7851-1429-7)

- X-Force: Shatterstar (collects X-Force: Shatterstar #1-4 and New Mutants #99-100, 160 pages, August 2005, ISBN 0-7851-1633-8)

- Askani'son (collects 4-issue mini-series, 96 pages, September 1997, ISBN 0-7851-0565-4)

- Cable (2008):
  - Volume 1: Messiah War (collects Cable #1-5, 128 pages, Marvel Comics, hardcover, October 2008, ISBN 0-7851-3226-0, softcover, January 2009, ISBN 0-7851-2972-3)
  - Volume 2: Waiting For The End Of The World (collects Cable #6-10 and King-Sized Cable, 160 pages, Marvel Comics, hardcover, June 2009, ISBN 0-7851-3391-7, softcover, September 2009, ISBN 0-7851-2973-1)
  - X-Men: Cable & Bishop (collects Cable #11-12 and X-Men: The Lives and Times of Lucas Bishop #1-3, 120 pages, hardcover, July 2009, ISBN 0-7851-3927-3, softcover, August 2009, ISBN 0-7851-3928-1)
  - X-Force/Cable: Messiah War (collects Cable #13-15, Messiah War one-shot,  and X-Force #14-16, 192 pages, hardcover, September 2009, ISBN 0-7851-3157-4)

## 他のメディア

### 映画
2009年にマーベルは、ブラックパンサーやケーブル、ドクター・ストレンジ、アイアンフィスト、ナイトホーク、ヴィジョンなどのように、あまり知られていないキャラクターを売り込む創造的な方法を考えるために脚本家の会議を開いた。
2018年公開のデッドプール2では主人公・デッドプールと衝突しつつも事件解決の鍵を握るキャラクターとして登場。ジョシュ・ブローリンが扮し、日本語版では大塚明夫が声優を担当した。

### テレビ
ケーブルは、テレビアニメ版で多く出演し、英語版はローレンス・ベイン、日本語版では玄田哲章が声優を担当した。

### テレビゲーム
- 格闘ゲーム「MARVEL VS. CAPCOM 2 NEW AGE OF HEROES」に登場する。
- 隠しキャラクターとしてRPG作品の「X-Men Legends II: Rise of Apocalypse」のPSP版で登場する。
- 同様に、ゲームギアの「X-Men 2: Game Master's Legacy」で隠しキャラクターとして登場。
- GBAの「X-Men: Reign of Apocalypse」で登場。
- 「Marvel Ultimate Alliance 2: Fusion」でも見ることができる。プレイ可能かどうかは不明。

## 賞
Cable#34と#35は、1997年度のコミック・バイヤーズ・ガイドのファンアワード で最多得票だったオンスロートの筋書きの一部だった。